# Timi Hendrix

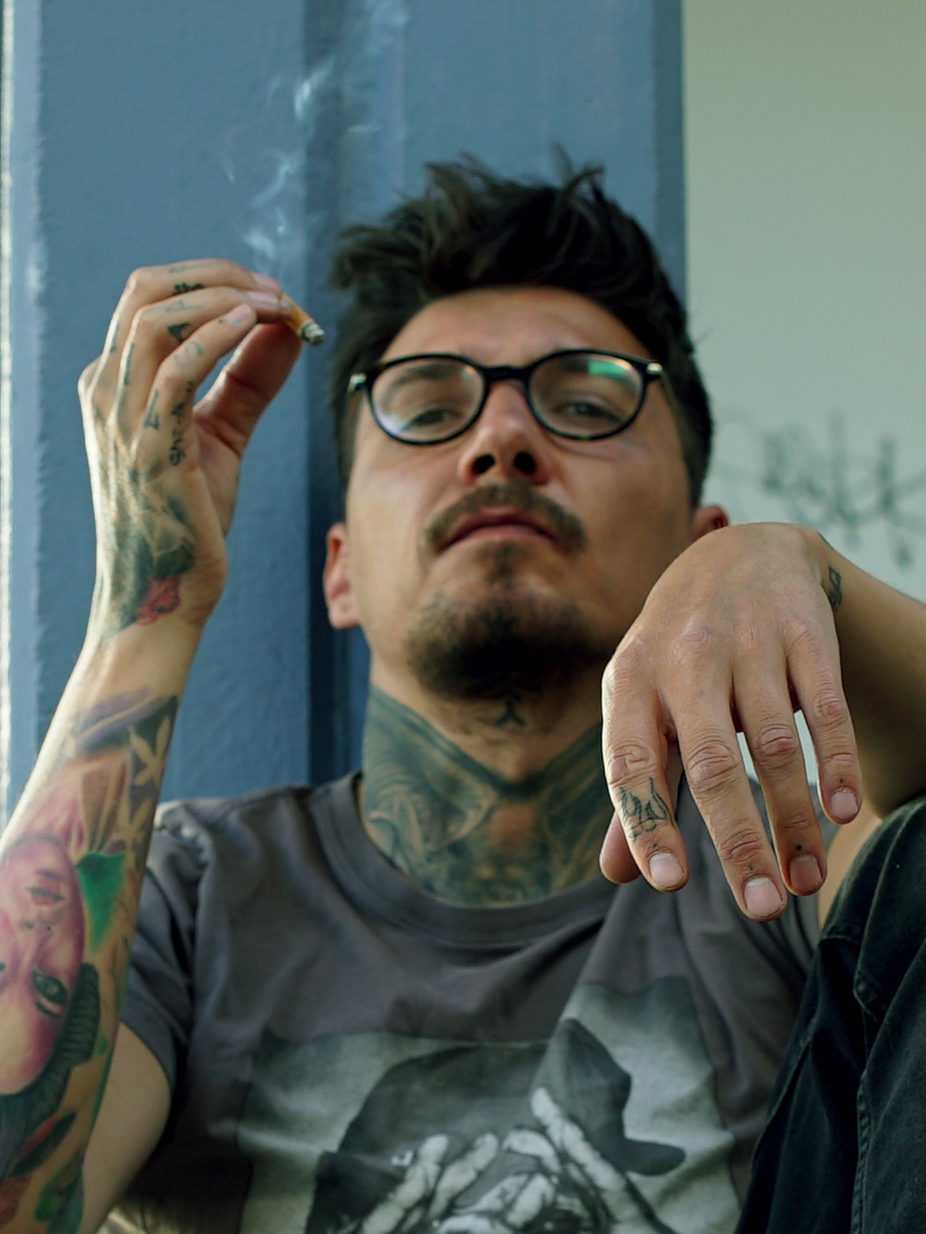
Timi Hendrix (2020)

Timi Hendrix (* 7. April 1983 in Herford, eigentlich Tim Weitkamp) ist ein deutscher Rapper und Künstler aus Bielefeld. Er war Teil des mittlerweile aufgelösten Duos Pimpulsiv und ist Mitbegründer des Hip-Hop-Labels Trailerpark. 2015 gründete er das Independent-Label Life Kills Slowly. Sein Name ist eine Anspielung auf Jimi Hendrix.

## Werdegang
Timi Hendrix wurde 1983 unter dem bürgerlichen Namen Tim Weitkamp in Herford geboren. Als Rapper trat er erstmals neben Skinny Shef, Skome, DJ Fellbaum und Euram in der Formation Bad Taste auf. Limitiert auf 500 Einheiten veröffentlichten sie im Frühjahr 2005 das Album Rap rettet den Tag, das eine Sammlung von Stücken aus den vorherigen drei Jahren darstellt. Kurz nach dem Debüt löste sich das Quintett wieder auf. Timi Hendrix und Skinny Shef bildeten fortan das Duo Pimpulsiv. Über das Label 667 – One More Than The Devil erschienen Hoodstock EP und Hoetry LP. 2009 verließen Weitkamp und Shef das Unternehmen, um gemeinsam mit dem Duo DNP das Label Trailerpark zu gründen. Zunächst veröffentlichten sie unter dem Titel H.U.R.Z. ein weiteres Album als Pimpulsiv, bevor Ende des Jahres der erste Label-Sampler Crackstreet Boys erschien. Im Mai 2010 folgte das Album Hepatitis P. Ein Jahr später zog sich Skinny Shef zurück, um sich verstärkt auf sein Studium zu konzentrieren.
Im Herbst 2012 erschien Crackstreet Boys 2, auf dem sich Trailerpark erstmals als Quartett aus Alligatoah, Sudden, Basti und Timi Hendrix inszenieren, das sich mit gesungenen Passagen stilistisch an Boygroups orientiert. Mit Platz 22 rangierte erstmals eine Veröffentlichung mit dem Rapper in den deutschen Album-Charts. Ende des Jahres präsentierten die vier Rapper Crackstreet Boys 2 im Rahmen einer vierzehn Termine umfassenden Tournee. Die Bundesprüfstelle für jugendgefährdende Medien indizierte das Album im Sommer des folgenden Jahres, womit es nicht mehr an Minderjährige verkauft werden darf. Neun der insgesamt dreizehn Songs des Albums waren von der Indizierung betroffen. Im Herbst 2014 absolvierte Trailerpark die Sexualethisch Desorientiert Tour. Den dritten Teil der Crackstreet-Boys-Reihe ließen sie nach den ersten Auskopplungen Bleib in der Schule und Dicks sucken Ende des Jahres folgen. Das von namhaften Hip-Hop-Musikern wie Tai Jason, Beatzarre, Djorkaeff und Gee Futuristic produzierte Album positionierte sich auf Platz 4 der deutschen Charts. Auch im deutschsprachigen Ausland erreichte es die Album-Charts.
2015 forcierte Timi Hendrix seine Karriere als Solomusiker. Nach dem Song Better Call Saul im Frühjahr kündigte er sein Debütalbum Zwei Zimmer, Küche, Bong an. Mit den Songs Intro, Morgens und Kaiser von China veröffentlichte er drei Videoauskopplungen. Zwei Zimmer, Küche, Bong stieg auf Platz 7 der Album-Charts ein. Im November und Dezember ließ er unter dem Titel Lost in Bat Country eine Solotournee folgen. Zudem gründete er das Label Life Kills Slowly, auf dem er Das W, Sapient und Fehring Grau unter Vertrag nahm. Als erste Veröffentlichungen erschienen die EPs Wertvoll und Wegweiser von Das W. 2017 rückte wieder die Arbeit mit Trailerpark in Weitkamps Fokus. Nach den Singles Armut treibt Jugendliche in die Popmusik, Endlich normale Leute, TP4L und Sterben kannst du überall erschien das vierte Album im Oktober 2017. TP4L stieg als erstes Album des Quartetts auf Platz 1 der Charts ein. Für die Single Bleib in der Schule erhielten die vier Rapper zudem eine Goldene Schallplatte.
Im Juli 2018 erschien Timi Hendrix’ zweites Soloalbum Tim Weitkamp Das Musical, das sich aufgrund des Suizids eines Freundes mehr als ein Jahr verzögert hatte. Begleitet vom Split-Video aus Intro, Mein Musical Läuft und Psycho sowie den Auskopplungen Tausend zweite Chancen, We are Family und 1 Millionen Messer erreichte es Platz 3 der deutschen Charts. Zeitgleich zum Album veröffentlichte er die EP Cloud Kinski. Im Sommer 2019 gab Trailerpark seine Auflösung bekannt. Die unter dem Titel „Goldener Schluss“ für 2020 angesetzten Abschlusskonzerte mussten aufgrund der COVID-19-Pandemie in Deutschland um zwei Jahre verschoben werden.

## Stil
Timi Hendrix bedient sich in provokanter Weise affirmativer Texte über Gewalt, Vergewaltigung oder Drogenkonsum. Ähnlich wie die Figur Slim Shady für den Rapper Eminem fungiert er dabei als Alter Ego für Tim Weitkamp. Die Songtexte arbeitet er im Kopf aus. Ohne sie zunächst schriftlich festzuhalten, nimmt er sie anschließend im Studio auf. Damit weist er eine ähnliche Arbeitsweise wie Jay-Z oder Lil Wayne auf. Stilistisch bedient sich der Rapper mitunter an Reggae, Rockmusik, Dubstep oder Schlager. Mit der EP Cloud Kinski orientiert er sich an Trap und Cloud Rap, wobei er zugleich prominente Vertreter der Strömungen wie Yung Hurn und RIN angreift. Im Verlauf seines musikalischen Werdegangs arbeitete Weitkamp mit zahlreichen namhaften Hip-Hop-Musikern zusammen. So entstanden neben der langjährigen Zusammenarbeit mit Alligatoah, Sudden und Basti von Trailerpark auch gemeinsame Songs mit Elch, Sapient, Das W, Fehring Grau, DNP, Casper, Abroo, SDP, Prinz Pi, JAW, Patrick mit Absicht, Lakmann One, Morlockk Dilemma, Karate Andi, Mach One, Bobby Liebling und Myka 9 von der Gruppe Freestyle Fellowship.

## Rezeption
Timi Hendrix’ Debütalbum Zwei Zimmer, Küche, Bong wurde durchwachsen von Kritikern aufgenommen. Für laut.de bewege sich der Rapper auf „einer schmalen Linie zwischen Kunstfertigkeit und purer Provokation“. Er hebe sich „von der breiten Masse an monoton klingenden Rappern auf erfrischende Art und Weise“ ab. Während sowohl Weitkamps Technik als auch seine Punchlines von Rap.de als „einwandfrei“ charakterisiert werden, dürften sich an den Inhalten die „Geister scheiden“. Nahezu alles Songs „beinhalten wohlkalkulierte Tabubrüche rund um Drogenkonsum und Asozialität, verpackt in jeder Menge schwarzem Humor.“
Auf Tim Weitkamp Das Musical überwiegen laut der Kritik von Tonspion dagegen „die positiven Überraschungen“. Im Laufe der Spielzeit wechseln sich „vielseitige musikalische Ideen“ ab. Dem Rapper gelinge zudem sein „bislang persönlichstes Werk.“ Aus Sicht von laut.de verlieren die Lieder des Albums ihren Reiz, „wenn sich Hendrix komplett ins Persönliche“ vorwage. Laut Kritik von MZEE hingegen erhalte der Hörer auf seinem zweiten Album „erstmals das Gefühl, wirklich etwas über den Menschen hinter der Figur Timi Hendrix zu erfahren.“ Bereits im Intro werde deutlich, dass Weitkamp „nicht darauf ab[ziele], um jeden Preis asozial und schockierend zu sein.“ Vielmehr gehe es ihm darum, „zu demonstrieren, wer er ist und wofür er steht.“

## Diskografie

### Alben
| Jahr | Titel                    | Höchstplatzierung, Gesamtwochen, AuszeichnungChartplatzierungen (Jahr, Titel, Platzierungen, Wochen, Auszeichnungen, Anmerkungen, Frontcover) | Höchstplatzierung, Gesamtwochen, AuszeichnungChartplatzierungen (Jahr, Titel, Platzierungen, Wochen, Auszeichnungen, Anmerkungen, Frontcover) | Höchstplatzierung, Gesamtwochen, AuszeichnungChartplatzierungen (Jahr, Titel, Platzierungen, Wochen, Auszeichnungen, Anmerkungen, Frontcover) | Anmerkungen                                | Frontcover |
| Jahr | Titel                    | DE | AT | CH | Anmerkungen                                | Frontcover |
| ---- | ------------------------ | --- | --- | --- | ------------------------------------------ | ---------- |
| 2007 | Hoetry LP                | — | — | — | Erstveröffentlichung: 2007 mit Pimpulsiv   |            |
| 2009 | H.U.R.Z                  | — | — | — | Erstveröffentlichung: 2009 mit Pimpulsiv   |            |
| 2009 | Crackstreet Boys         | — | — | — | Erstveröffentlichung: 2009 mit Trailerpark |            |
| 2010 | Hepatitis P              | — | — | — | Erstveröffentlichung: 2010 mit Pimpulsiv   |            |
| 2012 | Crackstreet Boys 2       | DE22 (1 Wo.)DE | AT62 (1 Wo.)AT | — | Erstveröffentlichung: 2012 mit Trailerpark |            |
| 2014 | Crackstreet Boys 3       | DE22 (1 Wo.)DE | AT62 (1 Wo.)AT | CH84 (1 Wo.)CH | Erstveröffentlichung: 2014 mit Trailerpark |            |
| 2015 | Zwei Zimmer, Küche, Bong | DE4 (6 Wo.)DE | AT13 (1 Wo.)AT | CH57 (1 Wo.)CH | Erstveröffentlichung: 2015 mit Trailerpark |            |
| 2017 | TP4L                     | DE1 (9 Wo.)DE | AT3 (4 Wo.)AT | CH43 (1 Wo.)CH | Erstveröffentlichung: 2017 mit Trailerpark |            |
| 2018 | Tim Weitkamp Das Musical | DE3 (2 Wo.)DE | AT24 (1 Wo.)AT | CH71 (1 Wo.)CH | Erstveröffentlichung: 2018                 |            |
| 2018 | Cloud Kinski             | — | — | — | Erstveröffentlichung: 2018 EP              |            |

### Singles
| Jahr | Titel Album                                     | Anmerkungen                | Frontcover |
| ---- | ----------------------------------------------- | -------------------------- | ---------- |
| 2015 | 2 Joints Zwei Zimmer, Küche, Bong               | Erstveröffentlichung: 2015 |            |
| 2018 | Psycho Tim Weitkamp Das Musical                 | Erstveröffentlichung: 2018 |            |
| 2018 | Tausend zweite Chancen Tim Weitkamp Das Musical | Erstveröffentlichung: 2018 |            |
| 2018 | Wenn ich könnte Tim Weitkamp Das Musical        | Erstveröffentlichung: 2018 |            |
| 2019 | Ich hasse euch alle gleich –                    | Erstveröffentlichung: 2019 |            |
| 2019 | Wieder high –                                   | Erstveröffentlichung: 2019 |            |
| 2020 | Dämonen (Terrace Experience) –                  | Erstveröffentlichung: 2020 |            |